# Wülfrath
Wülfrath – miasto w Niemczech, w kraju związkowym Nadrenia Północna-Westfalia, w rejencji Düsseldorf, w powiecie Mettmann. Miejscowość jest usytuowana pomiędzy rzekami Ren, Ruhra i Wupper, ok. 12 kilometrów na północ od Düsseldorfu.